# Ctenochaetus strigosus
Espèce
Synonymes
- Acanthurus strigosus Bennett, 1828[1]

Statut de conservation UICN

 LC  : Préoccupation mineure
Ctenochaetus strigosus est une espèce de poissons de la famille des Acanthuridae. Elle est uniquement présente dans les eaux de l'archipel d'Hawaï et de l'atoll Johnston. Sa taille maximale connue est de 15 cm. Tout comme Ctenochaetus hawaiiensis, Ctenochaetus strigosus est un excellent brouteur d'algues filamenteuses. Ce poisson à l'état juvénile est entièrement jaune, à taille adulte le vestige du jaune se retrouve à l'œil et le reste de la livrée est un brun orangé.

## Systématique
L'espèce Ctenochaetus strigosus a été initialement décrite en 1828 par le zoologiste britannique Edward Turner Bennett (1797-1836) sous le protonyme d’Acanthurus strigosus.